# Овчаре (Кутјево)
Овчаре су насељено место у саставу града Кутјева, у западној Славонији, Република Хрватска.

## Историја
До нове територијалне организације налазило се у саставу бивше велике општине Славонска Пожега.

## Становништво
На попису становништва 2011. године, Овчаре су имале 123 становника.
| Националност       | 1991.        |
| Хрвати             | 151 (89,34%) |
| Срби               | 3 (1,77%)    |
| Југословени        | 2 (1,18%)    |
| остали и непознато | 13 (7,69%)   |
| Укупно             | 169          |